# اریک هنسن (قایقران قایق بادبانی)

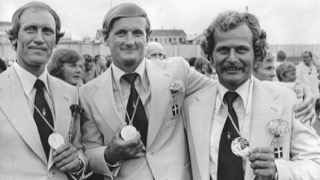
اریک هنسن (اولین نفر سمت راست تصویر) - المپیک تابستانی ۱۹۷۶

اریک هنسن (دانمارکی: Erik Hansen؛ زادهٔ ۴ ژوئن ۱۹۴۵) قایقران قایق بادبانی اهل دانمارک بود.